# Рейнілду Мандава
Рейні́лду Існард Манда́ва (порт. Reinildo Isnard Mandava; нар. 21 січня 1994, Бейра) — мозамбіцький футболіст, захисник англійського клубу «Сандерленд» і збірної Мозамбіку.

## Клубна кар'єра
Розпочав спортивну кар'єру в мозамбіцьких клубах «Ферроваріу ді Бейра» і «Мапуту». В грудні 2015 року підписав контракт з клубом «Бенфіка» і був переведений до команди резерву. В червні 2017 року відправився в сезонну оренду до «Спортінга» (Ковілья) з Другої ліги Португалії.

### «Белененсеш САД»
2018 року приєднався до клубу «Белененсеш САД»,. Дебютував за «Белененсеш» 8 серпня 2018 року, вийшовши в стартовому складі в матчі Прімейри-Ліги проти «Тондели». 30 грудня 2018 року відзначився першим голом за «Белененсеш» в матчі Кубка португальської ліги проти «Порту». Всього в сезоні 2018–19 провів за клуб 19 матчів і забив 1 гол.

### «Лілль»
В січні 2019 року перейшов до французького клубу «Лілль» на правах оренди з опцією викупу наприкінці сезону. 22 лютого дебютував за «Лілль», вийшовши на заміну Жонатану Іконе в матчі Ліги 1 проти «Страсбура». 24 травня вперше вийшов у стартовому складі «Лілля» в матчі Ліги 1 проти «Ренна».
31 травня 2019 року перейшов в «Лілль» за 3 млн євро. 2 жовтня 2019 року дебютував в Лізі чемпіонів, вийшовши в стартовому складі в матчі групового етапу проти «Челсі». 22 серпня 2020 року в грі Ліги 1 з «Ренном» отримав пряму червону картку і був дискваліфікований на два матчі; це вилучення стало першим в кар'єрі футболіста.
1 серпня 2021 року став володарем Суперкубка Франції 2021 року в складі «Лілля». За підсумками сезону 2020–21 став чемпіоном Франції в складі «Лілля» і був включений до символічної команди року Ліги 1 за версією Національного союзу професіональних футболістів (НСПФ).
19 січня 2022 року відзначився першим голом за «Лілль» в матчі Ліги 1 у ворота «Лор'яна».

### «Атлетіко» (Мадрид)
31 січня 2022 року перейшов в іспанський клуб «Атлетіко» (Мадрид), уклавши контракт на 3,5 років. Сумма трансферу склала 3 млн євро. Дебютував в складі «Атлетіко» в матчі Ла-Ліги проти «Барселони», 6 лютого 2022 року вийшовши на заміну Тома Лемару.
25 лютого 2023 року в матчі Ла-Ліги проти клубу «Реал» (Мадрид) отримав травму і вже на 23 хвилині залишив поле. У нього діагностували розрив хрестоподібної зв'язки і наступного дня прооперували. Через травму був змушений пропустити залишок сезону 2022–23.
Першу частину сезону 2023–24 також не грав, відновлюючись після ушкодження. 23 грудня 2023 року повернувся на поле через 301 день після отриманої травми, вийшовши на заміну Антуану Грізманну в матчі Ла-Ліги проти «Севільї». 31 січня 2024 року в матчі Ла-Ліги проти «Райо Вальєкано» відзначився своїм першим голом за «Атлетіко».
16 березня 2025 року матч Ла-Ліги проти «Барселони» став для нього ювілейним, 100-им, в складі «Атлетіко».
В червні 2025 року виступав на клубному чемпіонаті світу в США. На турнірі провів один матч, а його команда не вийшла з групи, посівши 3-тє місце.

### «Сандерленд»
8 липня 2025 року на правах вільного агента приєднався до клубу англійської Прем'єр-ліги «Сандерленду», підписавши дворічний контракт. 16 серпня дебютував за нову команду в матчі Прем'єр-ліги проти «Вест Гем Юнайтед», вийшовши в стартовому складі.

## Кар'єра в збірній
23 березня 2014 року дебютував за збірну Мозамбіку, вийшовши в стартовому складі в товариському матчі проти збірної Марокко. 2015 року разом зі збірною дійшов до фіналу турніру Кубка КОСАФА.
20 червня 2015 року відзначився першим голом за збірну Мозамбіку в матчі відбіркового турніру до чемпіонату африканських націй 2016 року проти збірної Сейшельських Островів.
22 грудня 2023 року був включений в офіційну заявку збірної Мозамбіку для участі в матчах фінальної частини Кубка африканських націй 2023 року. На турнірі зіграв в трьох матчах групового етапу і відзначився голом у ворота збірної Гани, а Мозамбік вибув з розіграшу, не вийшовши з групи.

## Статистика виступів
Станом на 16 серпня 2025 
| Клуб                 | Сезон             | Чемпіонат         | Чемпіонат | Чемпіонат | Кубок | Кубок | Кубок ліги | Кубок ліги | Єврокубки | Єврокубки | Інші  | Інші | Всього | Всього |
| Клуб                 | Сезон             | Дивізіон          | Матчі     | Голи      | Матчі | Голи  | Матчі      | Голи       | Матчі     | Голи      | Матчі | Голи | Матчі  | Голи   |
| -------------------- | ----------------- | ----------------- | --------- | --------- | ----- | ----- | ---------- | ---------- | --------- | --------- | ----- | ---- | ------ | ------ |
| Бенфіка Б            | 2016–17           | Сегунда-ліга      | 1         | 0         | —     | —     | —          | —          | —         | —         | —     | —    | 1      | 0      |
| → Фафе               | 2016–17           | Сегунда-ліга      | 16        | 1         | 0     | 0     | 0          | 0          | —         | —         | —     | —    | 16     | 1      |
| → Спортінг (Ковілья) | 2017–18           | Сегунда-ліга      | 30        | 4         | 0     | 0     | 1          | 0          | —         | —         | —     | —    | 31     | 4      |
| Б-САД                | 2018–19           | Прімейра-ліга     | 16        | 0         | 1     | 0     | 2          | 1          | —         | —         | —     | —    | 19     | 1      |
| → Лілль              | 2018–19           | Ліга 1            | 3         | 0         | —     | —     | —          | —          | —         | —         | —     | —    | 3      | 0      |
| Лілль                | 2019–20           | Ліга 1            | 16        | 0         | 2     | 0     | 2          | 0          | 2         | 0         | —     | —    | 22     | 0      |
| Лілль                | 2020–21           | Ліга 1            | 29        | 0         | 0     | 0     | —          | —          | 6         | 0         | —     | —    | 35     | 0      |
| Лілль                | 2021–22           | Ліга 1            | 18        | 1         | 2     | 0     | —          | —          | 6         | 0         | 1     | 0    | 27     | 1      |
| Лілль                | Всього            | Всього            | 63        | 1         | 4     | 0     | 2          | 0          | 14        | 0         | 1     | 0    | 84     | 1      |
| Атлетіко (Мадрид)    | 2021–22           | Ла-Ліга           | 17        | 0         | —     | —     | —          | —          | 4         | 0         | —     | —    | 21     | 0      |
| Атлетіко (Мадрид)    | 2022–23           | Ла-Ліга           | 22        | 0         | 5     | 0     | —          | —          | 6         | 0         | —     | —    | 33     | 0      |
| Атлетіко (Мадрид)    | 2023–24           | Ла-Ліга           | 16        | 2         | 2     | 0     | —          | —          | 1         | 0         | 0     | 0    | 19     | 2      |
| Атлетіко (Мадрид)    | 2024–25           | Ла-Ліга           | 19        | 0         | 4     | 0     | —          | —          | 6         | 0         | 1     | 0    | 30     | 0      |
| Атлетіко (Мадрид)    | Всього            | Всього            | 74        | 2         | 11    | 0     | —          | —          | 17        | 0         | 1     | 0    | 103    | 2      |
| Сандерленд           | 2025–26           | Прем'єр-ліга      | 1         | 0         | 0     | 0     | 0          | 0          | —         | —         | —     | —    | 1      | 0      |
| Всього за кар'єру    | Всього за кар'єру | Всього за кар'єру | 204       | 8         | 16    | 0     | 4          | 1          | 31        | 0         | 2     | 0    | 257    | 9      |

1. ↑  Кубок Португалії, Кубок Франції, Кубок Іспанії
2. ↑  Кубок португальської ліги, Кубок французької ліги
3. 1 2 3 4 5 6  Матчі в Лізі чемпіонів УЄФА
4. ↑  Матчі в Лізі Європи УЄФА
5. ↑  Матчі в Суперкубку Франції
6. ↑  Матчі на клубному чемпіонаті світу

## Досягнення
«Лілль»
- Чемпіон Франції: 2020–21[37]
- Володар Суперкубка Франції: 2021[38]

Збірна Мозамбіку
- Фіналіст Кубка КОСАФА: 2015[39]

Особисті досягнення
- Команда року Ліги 1 за версією НСПФ: 2020–21[40]